# Ленгенфельд (Фогтланд)
Ленгенфельд (нем. Lengenfeld) — город в Германии, в земле Саксония. Подчинён земельной дирекции Кемниц. Входит в состав района Фогтланд. Население составляет 7567 человек (на 31 декабря 2010 года). Занимает площадь 47,16 км². Официальный код — 14 1 78 290.
Город подразделяется на 8 городских районов.